# Далгатов, Абдурахман Казбекович
Абдурахман Казбекович Далгатов (25 октября 2001, Ботлих, Ботлихский район, Дагестан, Россия) — российский борец вольного стиля, призёр чемпионата России.

## Биография
Уроженец Ботлиха. Является воспитанником махачкалинской СШОР № 3, тренируется под руководством Гасана Абдулбасирова, Гусейна Гасанова и Зияутдина Джанмурзаева. В середине февраля 2019 года в Нальчике, уступив в финале Рахиму Гурдалиеву из Кабардино-Балкарии, стал серебряным призёром Первенства СКФО среди юниоров. В начале декабря 2020 года в Смоленске неудачно выступил на Первенстве России среди борцов до 23 лет. 25 февраля 2021 года ему было присвоено звание мастер спорта России. 23 февраля 2022 года в Каспийске на чемпионате Дагестана в схватке за бронзовую медаль уступил Закарье Абдусаламову. 11 марта 2022 года в Хасавюрте стал 5-м на чемпионате СКФО. В конце апреля 2022 года в станице Преградная Карачаево-Черкесии стал бронзовым призёром Всероссийского турнира среди борцов до 24 лет. 14 мая 2022 года в Каспийске на первенстве Дагестана среди борцов до 24 лет, победив в малом финале Карабдина Коркмасова из Хасавюрта, стал обладателем бронзовой медали. 17 мая 2022 года в подмосковном Солнечногорске стал бронзовым призёром Всероссийских студенческих соревнований. 1 июня 2022 года в Нальчике в финале Первенства СКФО среди борцов до 23 лет, уступив Далгату Абдулкадырову из Дагестана, стал обладателем серебряной медали. 27 сентября 2022 года в Ханты-Мансийске, проиграв в квалификации Далгату Абдулкадырову, неудачно выступил на первенстве России среди борцов до 23 лет. 28 октября 2022 года в Каспийске на международном турнире памяти пятикратного чемпиона мира Али Алиева в 1/4 финала Закарье Абдусаламове из Дагестана. В декабре 2022 года принимал участие на хасавюртовском  международном турнире. 22 февраля 2023 года в Ереване на международном турнире среди спортсменов до 23 лет в честь Лёвы Варданяна уступил Андранику Аветисяну из Армении и покинул турнир. 8 мая 2023 года в станице  Преградная в схватке за 3 место на Всероссийских соревнования среди студентов памяти Канамата Боташева уступил Константину Капрынову из Якутии. 17 мая 2023 года в Каспийске, победив в финале Газимагомеда Гаджиева из Махачкалы, выиграл Первенство Дагестана U23 памяти заслуженного тренера России Магомеда Алиомарова. В июне 2023 года принимал участие на чемпионате России в Каспийске. 5 июля 2023 года на Первенстве СКФО до 23 лет в Хасавюрте в финале уступил дагестанцу Хабибу Завурбекову. 16 сентября 2023 года в Наро-Фоминске на первенстве России U-23 в схватке за 3 место уступил Владимиру Бояновскому из Якутии. В начале октября 2023 года в Ботлихе, победив в финале международного турнира на призы Юсупа Абдусаламова Магомеда Тажудинова из Оренбурга, стал победителем. 11 ноября 2023 года на международном турнире памяти Шамиля Умаханова в Хасавюрте, уступил в схватке за 3 место Гаджимураду Омарову, остался без медали. 21 апреля 2024 года в Каспийске он одержал победу на Первенстве Дагестана U23 памяти Магомеда Алиомарова, в финале он поборол своего одноклубника Агаджи Магомедова. 30 июня 2024 года на международном турнире памяти Али Алиева в Каспийске проиграл схватку за бронзовую медаль Мураду Евлоеву из Азербайджана. 16 августа 2024 года на Первенстве России по U23 в станице Преградная в борьбе за 3 место проиграл Далгату Абдулкадырову. В начале октября 2023 года во Владикавказе участвовал  в международном турнир в честь братьев Аслана и Махарбека Хадарцевых. В ноябре 2024 года в Махачкале, поборов в финале хасавюртовца Ахьяда Насирхаева, стал победителем Всероссийский турнир памяти Кади Абакарова. В январе 2025 года в Красноярске принимал участие на Кубке памяти Ивана Ярыгина. В начале мая 2025 года во Владикавказе, одолев в финале Хабиба Завурбекова, стал чемпионом СКФО. 19 мая 2025 года в Каспийске, стал победителем международного турнира памяти Али Алиева, где в финале он победил своего земляка . 27 июня 2025 года в Москве на чемпионате России в 1/4 финала сенсационно победил чемпиона мира Давида Баева, в полуфинале проиграл Сайыну Казырыку. 28 июня 2025 года в схватке за 3 место он одолел Гаджимурада Гаджиева и стал обладателем бронзовой медали чемпионата страны.

## Спортивные результаты
- Чемпионат России по вольной борьбе 2025 — ;